# Kiss and Run
Kiss and Run ist eine deutsche, mehrfach preisgekrönte Dramedy (Drama und Filmkomödie) der Regisseurin Annette Ernst aus dem Jahr 2002. 
In der Hauptrolle verkörpert Maggie Peren, die auch das Drehbuch schrieb, die Schauspielerin Emma, die keine Rolle bekommt und stattdessen in einer Videothek ihren Lebensunterhalt verdient.

## Handlung
Emma ist als Schauspielerin nicht von Glück gesegnet: bei Castings erhält sie ausschließlich Absagen. Um ihr Grundeinkommen zu sichern, arbeitet sie in einer Videothek. Als fast täglichen Stammkunden kann sie Max (gespielt von Ken Duken) begrüßen, der sich immer wieder dort aufhält. Er verdient seinen Lebensunterhalt als Medikamenten-Tester und gibt gegenüber Emma und anderen Kunden zu, dass ihm Pornos lieber sind als irgendwelche anderen Filme; auf diese Weise hat er auch schon ein paar Kunden aus der Videothek vergrault. 
Max und Emma kennen sich bereits seit ihrer Kindheit, sind jedoch nicht miteinander liiert. Während Emma von ihrem Geliebten Dominik schon seit mehreren Stunden nichts mehr gehört und gesehen hat, vermeidet Max sorgfältig jede Gefühlsregung gegenüber Emma. Eher beiläufig erfährt der Zuschauer, dass Max’ bester Freund Christo kurz davor steht, mit seiner Verlobten Malia die Ehe einzugehen, doch die beiden haben Probleme: Der Sex will sich in ihrer Beziehung einfach nicht mehr einstellen. Genauso scheint es den beiden Jugendlichen Banu und Leo zu gehen: Mit dem Sex will es einfach nicht klappen, oder wenn, dann höchstens mit sich selbst.
Kurz bevor Emma ihren 25. Geburtstag feiert, erfährt sie von Plakaten, dass die Videothek, in der sie arbeitet, verkauft wurde. In den Räumlichkeiten soll ein Sonnenstudio entstehen. Als sie auch noch mit Max in einem Aufzug stecken bleibt, kommt sie sich plötzlich alt vor und beschließt, ihrem Leben einen Wandel zu geben. Auch wird ihr bewusst, dass sie Max eigentlich sehr lieb hat, über das normale Maß hinaus. Sie hat für ihn Gefühle entwickelt, das kann und will sie sich selbst gegenüber nicht länger abstreiten. Dies ist ihr sogar mittlerweile so deutlich bewusst, dass sie, als ihr geliebter Dominik anruft, sie kurzerhand das Telefongespräch mit den Worten „keine Zeit“ beendet.
Am Ende der Filmhandlung gehen Max und Emma eine Liebesbeziehung ein.

## Produktion
Robert Malzahn und Sebastian Popp produzierten den Film für die Stoked Film GmbH (Frankfurt am Main) in Zusammenarbeit mit der Starhaus Filmproduktion GmbH (München), dem ZDF und tvt.film+vfx GmbH (Frankfurt am Main), in Co-Produktion mit Fieber Film GbR (München) und Colonia Media Filmproduktions GmbH (Köln). Die Dreharbeiten begannen am 5. März 2002 und endeten am 15. April desselben Jahres. Gedreht wurde in Dietzenbach und Frankfurt am Main.

## Kritik
Die Programmzeitschrift TV Spielfilm urteilt mit einem nach oben gestreckten Daumen: „Witzige Dialoge, liebenswerte Typen“.
Der Filmkritiker Rainer Tittelbach resümiert anerkennend: „Peppiges Buch, pointierte Dialoge, prima Ensemble. Film übers Erwachsenwerden“.
Das Lexikon des internationalen Films bewertet nüchtern: „Komödie mit Screwball-Elementen, die sich im selbstreferenziellen Spiel mit Filmzitaten verliert und nicht wirklich etwas zu erzählen hat“.
Der Filmkritiker und Autor Dieter Wunderlich zieht das folgende Fazit: „[…]Das Besondere daran sind die beinahe echt wirkenden Hauptdarsteller Maggie Peren und Ken Duken sowie die gegen den Strich gebürsteten, originellen Dialoge […]“.

## Premieren auf Filmfestivals, im Fernsehen, im Kino und auf DVD
Kiss and Run wurde am 25. Oktober 2002 erstmals auf den Internationalen Hofer Filmtagen gezeigt. Eine weitere öffentliche Aufführung war am 14. Januar 2003 auf dem Filmfestival Max Ophüls Preis. Auf den Internationalen Filmfestspielen von Cannes war die Aufführung am 16. Mai 2003. Die Erstausstrahlung im deutschen Fernsehen war am 2. Juli 2004 im ZDF. In die deutschen Kinos kam der Film am 14. Oktober desselben Jahres. Auf DVD erschien der Film am 26. September 2005.

## Auszeichnungen
Maggie Peren, die das Drehbuch schrieb und als Emma die Hauptfigur darstellt, Ken Duken als Max, und die Regisseurin Annette Ernst erhielten für die Produktion den Adolf-Grimme-Preis 2005. Auf dem US-amerikanischen Filmfestival WorldFest Houston erhielt der Film den Silver Award für die beste Komödie. Die Medien- und Filmgesellschaft Baden-Württemberg zeichnete die Autorin Maggie Peren für den Film mit dem Drehbuchpreis aus.
Die Deutsche Film- und Medienbewertung FBW in Wiesbaden verlieh dem Film das Prädikat wertvoll.

## Förderungen
Gefördert wurde die Produktion unter anderem von der Film- und Medienstiftung NRW, dem FilmFernsehFonds Bayern, der Medien- und Filmgesellschaft Baden-Württemberg, der Hessischen Filmförderung, dem Kuratorium junger deutscher Film und vom Beauftragten der Bundesregierung für Kultur und Medien.

## Prüfung / Freigabe
Die Freiwillige Selbstkontrolle der Filmwirtschaft prüfte die Produktion Kiss and Run erstmals am 14. August 2003 und vergab mit der Prüfnummer 94952/K eine Freigabe ab 12 Jahren und eine allgemeine Freigabe für alle Feiertage. Eine weitere Prüfung am 8. März 2005 kam mit der Prüfnummer 94952/DVD zu dem gleichen Ergebnis.